# 305 mm/45 Model 1906
305 mm/45 Model 1906 — 305-миллиметровое корабельное артиллерийское орудие, разработанное и производившееся в Франции. Состояло на вооружении ВМС Франции. Им были вооружены эскадренные броненосцы типа «Дантон». Стало первым французским тяжёлым орудием, ознаменовавшим отход французского военно-морского руководства от ставки на ближний бой с использованием высокоскоростных облегчённых снарядов. Дальнейшим развитием этого орудия стала артсистема 305 mm/45 Model 1906-1910, которой вооружались первые французские дредноуты типа «Курбэ».